# Január 21.
Január 21. az év 21. napja a Gergely-naptár szerint. Az évből még 344 (szökőévekben 345) nap van hátra.
Névnapok: Ágnes + Aglent, Agnéta, Anissza, Baranka, Epifánia, Inez

## Események

### Politikai események
- 1774 – I. Abdul-Hamid lesz az Oszmán Birodalom 28. szultánja.
- 1849 – Bem tábornok megpróbálja elfoglalni Nagyszebent, de súlyos vereséget szenved Puchner csapataitól.
- 1941 – Vojtech Tuka miniszterelnök meghirdeti a szlovák nemzetiszocializmus 14 pontból álló programját, amely lényegében a nácizmus társadalmi-politikai gyakorlatának mechanikus átvételét követeli.
- 1945 – A KDNP „zászlóbontó” gyűlése Szegeden.
- 1947 – Az amerikai megszállók deklarálják Bréma Szabad Hanza-város megalapítását.
- 1990 – A Nyilvánosság az Erőszak Ellen és a Független Magyar Kezdeményezés közös nyilatkozatot ad ki a nemzetiségi kérdés demokratikus, a jogállam normáinak megfelelő megoldásáról Csehszlovákiában.
- 2007 – Parlamenti választások Szerbiában.
- 2008
  - Clemente Mastella igazságügy-miniszter távozásával felbomlik az olasz kormánykoalíció.
  - Lettország kiutasít egy – a státusával összeegyeztethetetlen tevékenységet folytató – orosz diplomatát.
  - A Kongói Demokratikus Köztársaság nemzetgyűlésének elnöke, Vital Kalmer sajtóértekezleten bejelenti, hogy egyezség jött létre a kormány és a lázadó szervezetek képviselői között, az ország keleti felében dúló harcok befejezéséről.
  - Londonban tárgyal Göncz Kinga külügyminiszter brit kollégájával, David Milibanddel.

### Tudományos és gazdasági események
- 1954 – Az Amerikai Egyesült Államokban vízre bocsátják az első atommeghajtású tengeralattjárót, a „Nautilust”.

### Kulturális események

#### Zenei események
- 1937 – Bartók Béla „Zene húros hangszerekre, ütőkre és cselesztára” c. művének ősbemutatója.

### Sportesemények
- 1979 – Formula–1-es argentin nagydíj, Buenos Aires – Győztes: Jacques Laffite (Ligier Ford)

### Egyéb események
- 1966 – A pestimrei vasúti baleset.

## Születések
- 1338 – V. Károly francia király († 1380)
- 1793 – Nemeskéri Kis Pál pedagógus, római katolikus pap, az MTA tagja († 1847)
- 1819 – Kruesz Krizosztom bencés pap, 1865–1885 között pannonhalmi főapát, pedagógus, az MTA tagja († 1885)
- 1820 – Hunfalvy János geológus († 1888)
- 1847 – Joseph Achille Le Bel francia kémikus († 1930).
- 1859 – Révész Imre festőművész, grafikus († 1945)
- 1868 – Felix Hoffmann német vegyész, gyógyszerész († 1946)
- 1882 – Pavel Alekszandrovics Florenszkij orosz ortodox teológus, filozófus és matematikus († 1937)
- 1885 – Umberto Nobile olasz mérnök, katonatiszt, léghajó-tervező, az Északi-sark kutatója († 1978)
- 1893 – Csoór Lajos magyar író, újságíró, lapszerkesztő, országgyűlési képviselő († 1963)
- 1895 – Cristóbal Balenciaga spanyol  divattervező, a Balenciaga divatház alapítója és vezérigazgatója († 1972)
- 1906 – Bolberitz Károly egészségügyi és vegyészmérnök, közgazdász († 1978)
- 1907 – Lakatos Vince magyar filmrendező, fotográfus, író, érdemes és kiváló művész († 1978)
- 1910 – Takács Károly kétszeres olimpiai bajnok sportlövő († 1976)
- 1911 – id. Máthé Imre botanikus, agrobotanikus, az MTA tagja († 1993)
- 1921 – Besztercei Pál Jászai Mari-díjas magyar színész (†  1993)
- 1922 – Paul Scofield Oscar-díjas angol színész († 2008)
- 1922 – Telly Savalas görög származású Emmy-díjas amerikai színész, énekes († 1994)
- 1922 – Lőcsei Pál újságíró, szociológus († 2007)
- 1923
  - Jud Larson amerikai autóversenyző († 1966)
  - Pahiño spanyol labdarúgó († 2012)
- 1924 – Benny Hill angol komikus († 1992)
- 1925 – Vargha Kálmán magyar irodalomtörténész, kritikus, bibliográfus († 1988)
- 1928 – Kornai János Széchenyi-díjas magyar közgazdász († 2021)
- 1930 – John Campbell-Jones brit autóversenyző († 2020)
- 1936 – Csurka László Jászai Mari-díjas magyar színművész, rendező, érdemes és kiváló művész  († 2020)
- 1937 – Ágoston Judit olimpiai bajnok tőrvívó († 2013)
- 1937 – Mihályfy Sándor magyar filmrendező, forgatókönyvíró († 2007)
- 1937 – Faragó Vera Jászai Mari-díjas magyar színésznő († 2004)
- 1941 – Plácido Domingo spanyol operaénekes
- 1947 – Matuz István magyar fuvolaművész
- 1955 – Zsurzs Kati Aase-díjas magyar színésznő
- 1958 – Michael Wincott kanadai színész
- 1958 – Gergely Róbert kétszeres eMeRTon-díjas magyar színész, énekes
- 1959 – Lőrincz Gabriella magyar bemondó, műsorvezető, szerkesztő
- 1963 – Varga Mária Jászai Mari-díjas magyar színésznő
- 1974 – Pintér Tibor magyar színész
- 1975 – Ide Júdzsi japán autóversenyző
- 1976 – Emma Bunton angol popénekesnő
- 1980 – Troy Dumais amerikai műugró
- 1981 – Michel Teló brazil énekes
- 1984 – Luke Grimes amerikai színész
- 1989 – Szergej Feszikov orosz úszó

## Halálozások
- 1774 – III. Musztafa az Oszmán Birodalom 27. szultánja (* 1717)
- 1789 – Holbach báró francia-német filozófus, tudós, enciklopédista (* 1723)
- 1793 – XVI. Lajos francia király[1] (* 1754)
- 1836 – Novák Ferenc szlovén író, népdalgyűjtő, katolikus pap (* 1791)
- 1849 – Zabolai Mikes Kelemen honvéd ezredes (* 1820)
- 1868 – Asbóth Sándor magyar katonatiszt, az 1848–49 évi szabadságharcban honvéd alezredes, az amerikai polgárháborúban az északiak dandártábornoka (* 1810)
- 1892 – John Couch Adams angol matematikus, csillagász (* 1819)
- 1896 – Karvasy Ágoston magyar jogtudós, közgazdász, az MTA tagja (* 1809)
- 1918 – Bezerédj Pál magyar mezőgazdász (* 1840)
- 1924 – Vlagyimir Iljics Lenin orosz ideológus, forradalmár, szovjet-orosz politikus (* 1870)
- 1926 – Camillo Golgi Nobel-díjas olasz természettudós és orvos (* 1843)
- 1938 – Georges Méliès francia filmrendező (* 1861)
- 1943 – Bálint György magyar író, műfordító (* 1906)
- 1950 – George Orwell angol író, újságíró (* 1903)
- 1953 – Gábor Andor magyar író, humorista (* 1884)
- 1954 – Frantisek Stránsky cseh mérnök (* 1914)
- 1959
  - Cecil B. DeMille amerikai filmrendező (* 1881)
  - Rékai Miklós magyar hárfaművész (* 1906)
- 1973 – Szabolcsi Bence magyar művészettörténész, zenetörténész, az MTA tagja (* 1899)
- 1981 – Cuth Harrison brit autóversenyző (* 1906)
- 1994 – Wayne Selser amerikai autóversenyző (* 1920)
- 1999 – Carelli Gábor magyar származású operaénekes (* 1915)  Archiválva 2007. június 16-i dátummal a Wayback Machine-ben
- 2003 – Csajági János Jászai Mari-díjas magyar rendező, színházigazgató (* 1925)
- 2005 – Pénzes Bethen magyar zoológus (* 1934)
- 2006 – Ibrahim Rugova Koszovó elnöke (* 1944)
- 2013 – Michael Winner angol filmrendező, forgatókönyvíró, producer és vágó (* 1935)
- 2020 – Terry Jones walesi színész, író, a Monty Python csoport tagja (* 1942)
- 2024 – Grétsy László magyar nyelvész (* 1932)

## Ünnepek, emléknapok, világnapok
- Szent Ágnes ünnepe a katolikus egyházban